# William Duncan Silkworth
William Duncan Silkworth, M.D., (Brooklyn, 1873-Nueva York, 1951) fue un médico estadounidense especialista en el tratamiento del alcoholismo.

## Biografía
Nacido en Brooklyn, se licenció en la Universidad de Princeton en 1896 y obtuvo el título de médico en la Facultad de Medicina de la Universidad de Nueva York-Bellevue en 1899. Era especialista en neuropsiquiatría.
Durante la Primera Guerra Mundial sirvió dos años en el personal psiquiátrico del Hospital del Ejército de los Estados Unidos en Plattsburg, Nueva York.
Fue director del Charles B. Hospital de la ciudad de Nueva York para el tratamiento de adicciones. En la década de 1930, cuando Bill Wilson (el futuro cofundador del movimiento de ayuda mutua Alcohólicos Anónimos) estuvo interno, Silkworth tuvo una influencia profunda sobre Wilson y le animó a darse cuenta de que su alcoholismo era más que un asunto de debilidad moral. Introdujo en Wilson la idea que el alcoholismo es un problema patológico, una enfermedad.
William Silkworth escribió el capítulo «La opinión del médico» en el libro Alcohólicos Anónimos.